# Zlaté maliny za rok 2007
28. výroční Zlatá malina byla vyhlášena v kalifornském městě Santa Monica 23. února 2008. Nominace byly oznámeny 21. ledna 2008, nejvíce nominací, devět, obdržel film Vím kdo mě zabil, který se nakonec s osmi soškami stal rekordmanem Zlatých malin.
Osm nominací si odnesly filmy Když si Chuck bral Larryho a Norbit.
Eddie Murphy obdržel rekordních pět osobních nominací za práci (hlavně hraní různých postav) na filmu Norbit. Nakonec vyhrál tři ceny, každou za jednotlivé postavy, které hrál.
Lindsay Lohan také vyhrála tři ceny za dvojroli ve Vím kdo mě zabil.
Zvláštní kategorií tohoto roku byl Nejhorší důvod, proč natočit horor (kterou také vyhrál film Vím kdo mě zabil).

## Nominace
| Kategorie                          | Nominace (vítěz tučně) |
| ---------------------------------- | --- |
| Nejhorší film                      | Vím kdo mě zabil (Sony/TriStar) |
| Nejhorší film                      | Bratz (Lions Gate) |
| Nejhorší film                      | Bláznivej tábor (Sony/TriStar/Revolution)                                                                                             |
| Nejhorší film                      | Když si Chuck bral Larryho (Universal)                                                                                                |
| Nejhorší film                      | Norbit (DreamWorks) |
| Nejhorší herec                     | Eddie Murphy ve filmu Norbit |
| Nejhorší herec                     | Nicolas Cage ve filmech Ghost Rider, Lovci pokladů 2: Kniha tajemství a Next                                                          |
| Nejhorší herec                     | Jim Carrey ve filmu Číslo 23 |
| Nejhorší herec                     | Cuba Gooding, Jr. ve filmech Bláznivej tábor a Norbit                                                                                 |
| Nejhorší herec                     | Adam Sandler ve filmu Když si Chuck bral Larryho                                                                                      |
| Nejhorší herečka                   | Lindsay Lohan ve filmu Vím kdo mě zabil                                                                                               |
| Nejhorší herečka                   | Jessica Alba ve filmech Probuzení, Fantastická čtyřka a Silver Surfer a Klikař Charlie                                                |
| Nejhorší herečka                   | Logan Browning, Janel Parrish, Nathalia Ramos a Skyler Shaye ve filmu Bratz                                                           |
| Nejhorší herečka                   | Elisha Cuthbert ve filmu Captivity |
| Nejhorší herečka                   | Diane Keatonová ve filmu Vdáš se, a basta!                                                                                            |
| Nejhorší herec ve vedlejší roli    | Eddie Murphy ve filmu Norbit |
| Nejhorší herec ve vedlejší roli    | Orlando Bloom ve filmu Piráti z Karibiku: Na konci světa                                                                              |
| Nejhorší herec ve vedlejší roli    | Kevin James ve filmu Když si Chuck bral Larryho                                                                                       |
| Nejhorší herec ve vedlejší roli    | Rob Schneider ve filmu Když si Chuck bral Larryho                                                                                     |
| Nejhorší herec ve vedlejší roli    | Jon Voight ve filmech Bratz, Lovci pokladů 2: Kniha tajemství, Krvavý úsvit a Transformers                                            |
| Nejhorší herečka ve vedlejší roli  | Eddie Murphy ve filmu Norbit |
| Nejhorší herečka ve vedlejší roli  | Jessica Biel ve filmech Když si Chuck bral Larryho a Next                                                                             |
| Nejhorší herečka ve vedlejší roli  | Carmen Electra ve filmu Velkej biják                                                                                                  |
| Nejhorší herečka ve vedlejší roli  | Julia Ormond ve filmu Vím kdo mě zabil                                                                                                |
| Nejhorší herečka ve vedlejší roli  | Nicollette Sheridan ve filmu Krycí jméno: Čistič                                                                                      |
| Nejhorší pár na plátně             | Lindsay Lohan a Lindsay Lohan ("jako jin a jang") ve filmu Vím kdo mě zabil                                                           |
| Nejhorší pár na plátně             | Jessica Alba a buď Hayden Christensen (Probuzení), Dane Cook (Klikař Charlie) nebo Ioan Gruffudd (Fantastická čtyřka a Silver Surfer) |
| Nejhorší pár na plátně             | Jakákoliv kombinace z Bratz |
| Nejhorší pár na plátně             | Eddie Murphy (jako Norbit) a buď Eddie Murphy (Mr. Wong) nebo Eddie Murphy (Rasputia) ve filmu Norbit                                 |
| Nejhorší pár na plátně             | Adam Sandler a buď Kevin James nebo Jessica Biel ve filmu Když si Chuck bral Larryho                                                  |
| Nejhorší remake nebo rip-off       | Vím kdo mě zabil (Hostel, Saw: Hra o přežití a Show Patty Dukeové)                                                                    |
| Nejhorší remake nebo rip-off       | Už jsme doma?(Sony/Columbia/Revolution)                                                                                               |
| Nejhorší remake nebo rip-off       | Bratz |
| Nejhorší remake nebo rip-off       | Velkej biják (20th Century Fox) |
| Nejhorší remake nebo rip-off       | Who's Your Caddy? (Metro-Goldwyn-Mayer/Dimension)                                                                                     |
| Nejhorší prequel nebo pokračování  | Bláznivej tábor (Sony/TriStar) |
| Nejhorší prequel nebo pokračování  | Vetřelci vs. Predátor 2 (20th Century Fox)                                                                                            |
| Nejhorší prequel nebo pokračování  | Božský Evan (Universal) |
| Nejhorší prequel nebo pokračování  | Hannibal – Zrození (The Weinstein Company)                                                                                            |
| Nejhorší prequel nebo pokračování  | Hostel II (Lionsgate) |
| Nejhorší režie                     | Chris Sivertson za film Vím kdo mě zabil                                                                                              |
| Nejhorší režie                     | Dennis Dugan za film Když si Chuck bral Larryho                                                                                       |
| Nejhorší režie                     | Roland Joffé za film Captivity |
| Nejhorší režie                     | Brian Robbins za film Norbit |
| Nejhorší režie                     | Fred Savage za film Bláznivej tábor                                                                                                   |
| Nejhorší scénář                    | Vím kdo mě zabil, napsal Jeffrey Hammond                                                                                              |
| Nejhorší scénář                    | Bláznivej tábor, scénář Geoff Rodkey, David J. Stem a David N. Weiss                                                                  |
| Nejhorší scénář                    | Velkej biják, napsali Jason Friedberg a Aaron Seltzer                                                                                 |
| Nejhorší scénář                    | Když si Chuck bral Larryho, scénář Barry Fanaro, Alexander Payne a Jim Taylor                                                         |
| Nejhorší scénář                    | Norbit, scénář Eddie Murphy, Charlie Murphy, Jay Sherick a David Ronn                                                                 |
| Nejhorší důvod, proč natočit horor | Vím kdo mě zabil (Sony/TriStar) |
| Nejhorší důvod, proč natočit horor | Vetřelci vs. Predátor 2 (20th Century Fox)                                                                                            |
| Nejhorší důvod, proč natočit horor | Captivity (Lionsgate) |
| Nejhorší důvod, proč natočit horor | Hannibal – Zrození (The Weinstein Company)                                                                                            |
| Nejhorší důvod, proč natočit horor | Hostel II (Lionsgate) |